# سفارة موريتانيا لدى السعودية
سفارة موريتانيا لدى السعودية هي الممثلية الدبلوماسية العليا لدولة موريتانيا لدى المملكة العربية السعودية. تقع السفارة في حي العليا في الرياض.